# Zielone kraty
Zielone kraty – amerykańsko-brytyjska tragikomedia z 2000 roku.

## Główne role
- Clive Owen – Colin Briggs
- Helen Mirren – Georgina Woodhouse
- David Kelly – Fergus Wilks
- Warren Clarke – Hodge
- Danny Dyer – Tony
- Adam Fogerty – Raw
- Paterson Joseph – Jimmy